# Station Mjølfjell
Het Station Mjølfjell is een spoorwegstation in op de berg Mjølfjellet in de Noorse gemeente Voss. Het station werd gebouwd in 1908. Mjølfjell, gelegen op ruim 600 meter hoogte, wordt gebruikt door de stoptreinen op Bergensbanen tussen Bergen en Myrdal. In het weekend stopt er op verzoek ook een sneltrein uit Oslo. 